# Cunoniaceae
Famille
Classification APG III (2009)
Les Cunoniaceae sont une famille de plantes dicotylédones comprenant presque 300 espèces réparties en une vingtaine de genres.
Ce sont des arbres et des arbustes des régions tempérées à tropicales plutôt originaires de l'hémisphère sud.

## Étymologie
Le nom vient du genre type Cunonia nommé en hommage au poète écrivain botaniste et commerçant allemand Johann Christian Cuno (en) (1708–1783). Très lié à la Hollande, il écrivit en 1750 un poème décrivant le  jardin exotique qu'il avait planté près d'Amsterdam. Il écrivit aussi une poésie accompagnant la description du genre Wachendorfia (Haemodoraceae), honorant les botanistes néerlandais Evert Jacob van Wachendorff (de) (1703-1758) et Johannes Burman (1707-1780).

## Classification
La classification phylogénétique APG II (2003) situe cette famille dans l'ordre des Oxalidales. En outre, elle y intègre les genres Bauera et Davidsonia endémiques d'Australie (Respectivement placés dans les Baueraceae et les Davidsoniaceae, en classification classique) et le genre Eucryphia, placé dans la famille des Eucryphiaceae en classification classique.
Le genre Aphanopetalum est, lui, placé à part pour constituer la famille des Aphanopetalaceae.

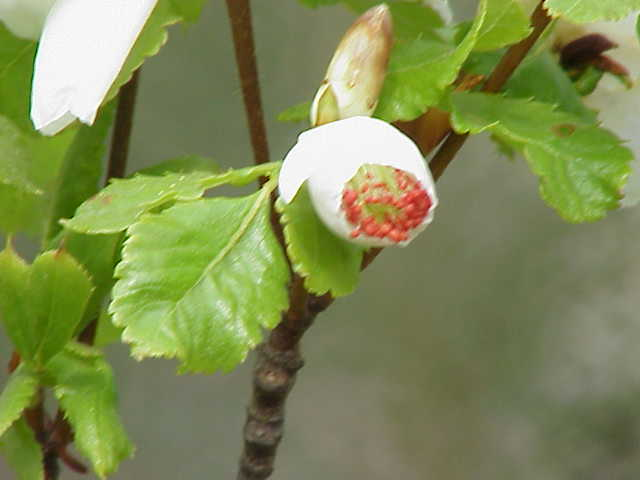
Eucryphia glutinosa

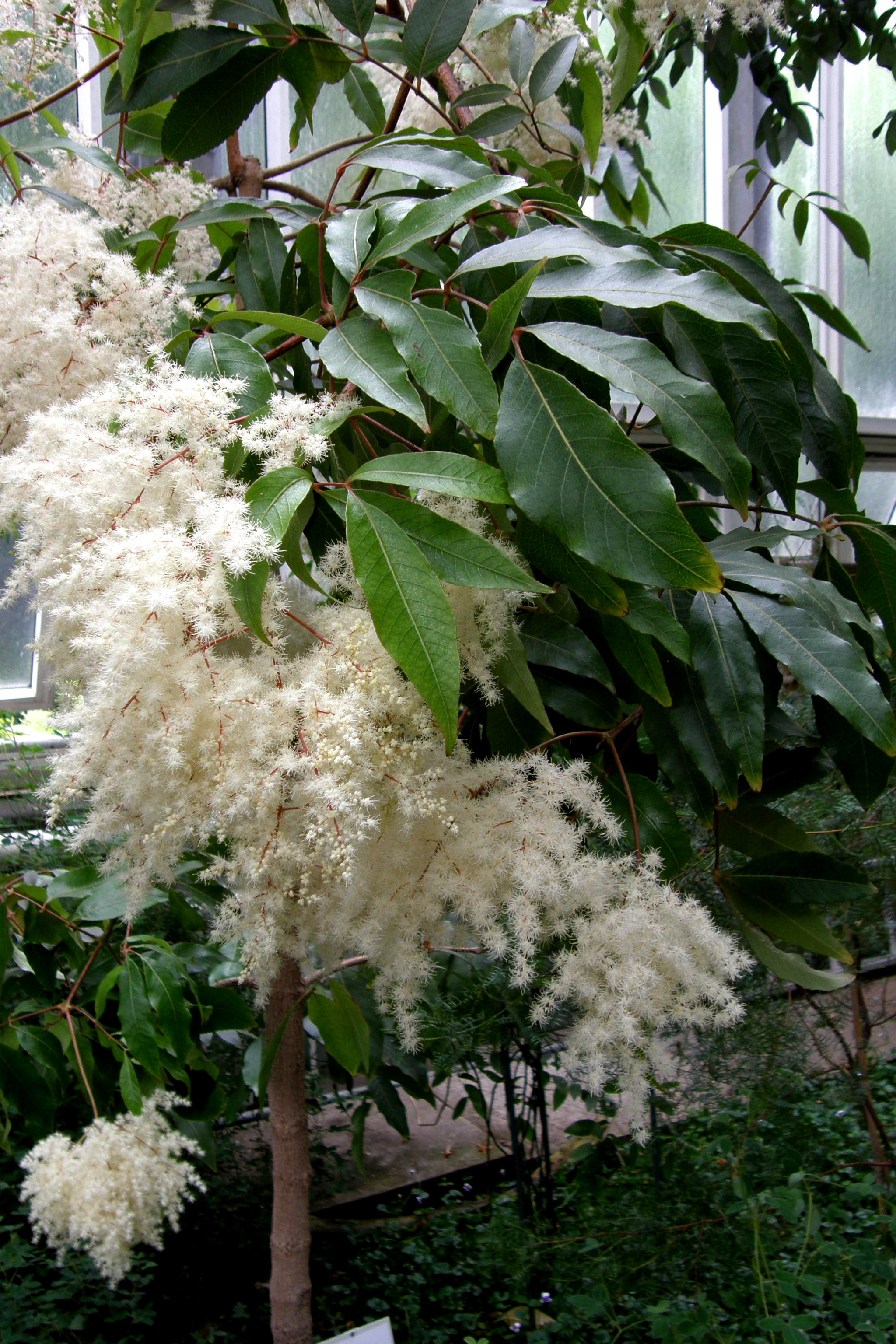
Caldcluvia paniculata D.Don

## Liste des genres
Selon Angiosperm Phylogeny Website (11 décembre 2016) :
- Ackama A. Cunningham
- Acrophyllum Bentham
- Aistopetalum Schltr.
- Anodopetalum A.Cunn. ex Endl.
- Bauera Banks ex Andr.
- Caldcluvia D.Don
- Callicoma Andrews
- Ceratopetalum Sm.
- Codia J. R. Forster & G. Forster
- Cunonia L.
- Davidsonia F.Muell.
- Eucryphia
- Geissois Labill.
- Gillbeea F.Muell.
- Hooglandia McPherson & Lowry
- Karrabina Rozefelds & H. C. Hopkins
- Lamanonia Vell.
- Opocunonia Schlechter
- Pancheria Brongn. & Gris
- Platylophus D.Don
- Pseudoweinmannia Engl.
- Pullea Schltr.
- Schizomeria D.Don
- Spiraeanthemum A.Gray
- Spiraeopsis Miquel
- Vesselowskya Pamp.
- Weinmannia L.

Selon NCBI (11 décembre 2016) :
- Ackama
- Acrophyllum
- Acsmithia
- Anodopetalum
- Bauera
- Caldcluvia
- Callicoma
- Ceratopetalum
- Codia (endémique de la Nouvelle-Calédonie)
- Cunonia
- Davidsonia
- Eucryphia
- Geissois
- Gillbeea
- Hooglandia
- Karrabina
- Opocunonia
- Pancheria (endémique de la Nouvelle-Calédonie)
- Platylophus
- Pseudoweinmannia
- Pullea
- Schizomeria
- Spiraeanthemum
- Spiraeopsis
- Vesselowskya
- Weinmannia

Selon DELTA Angio (11 décembre 2016) :
- Acrophyllum
- Acsmithia
- Aistopetalum
- Anodopetalum
- Caldcluvia
- Callicoma
- Ceratopetalum
- Codia
- Cunonia
- Geissois
- Gillbeea
- Gumillea
- Lamanonia
- Pancheria
- Platylophus
- Pseudoweinmannia
- Pullea
- Schizomeria
- Spiraeanthemum
- Vesselowskya
- Weinmannia

Selon ITIS (11 décembre 2016) :
- Eucryphia Cav
- Weinmannia L.